# Нові шляхи
«Нові шляхи» — львівський літературно-науковий, мистецький і громадський місячник. Часопис виходив у 1929—1932 роках.

## Головні дані
Відповідальний редактор: Антін Крушельницький. Редакція: колегія (Ярослав Кунанець (Антін Босий), Святослав Гординський, Петро Дереш, Авенір Коломиєць, Антін Крушельницький, Іван Крушельницький). Видавництво: видавнича спілка «Нові шляхи» — кооперація з обмеженою відповідальністю. Друк: Наукового Товариства ім. Шевченка, Львів, пл. Ринок, 10. Адреса редакції: Львів, вул. Піскова, 40/1 (1929), вул. Домаґалічів, 2/1 (1929—1932).

## Докладні дані
Видання виходило книгами, кілька книг формували том (наприклад, книги 1—2 утворили том 1, кн. 3—4 — Т. 2 і так далі). Журнал мав радянофільське спрямування. Його видавала видавнича спілка «Нові шляхи», заснована з ініціативи Антона Крушельницького 15 січня 1929 року. Серед організаторів спілки: Марія та Іван Крушельницькі, Кость Левицький, Іларіон Свєнціцький, Лев Петрушевич, Павло Волосєнко, Мирон Гаврисевич, Василь Герасимчук, Михайло Рудницький, Омелян Саєвич, Марія Фуртак-Деркач, Ганна Слобода, Антін Король.
Журнал бачив себе продовженням громадського місячника «Шляхи» (1915—1918). Головну увагу приділяли висвітленню української літератури Галичини, Радянської України, Закарпаття, міжнародній літературі, також публікували аналітико-критичні статті в різних галузях науки та культури.
За підрахунками редакції, з місячникам співпрацювали близько 200 осіб «з усіх українських земель» і вийшли праці майже 60 іноземних авторів.
За лояльне ставлення до Радянського Союзу та його суспільного ладу журнал критикували УНДО та націоналістичні організації, деякі книги конфіскувала польська влада.
Остання відома книга, 8/9, вийшла у вересні 1932 року. Імовірно, надалі часопис не виходив через ситуацію навколо видання та матеріальні труднощі, про які повідомляла редакція в останніх номерах.